# 출발 토요대행진
출발 토요대행진은 1995년 5월 6일부터 1996년 3월 2일까지 KBS에서 방영된 예능 프로그램인데 대부분 주말 TV 쇼-코미디와 마찬가지로 TV 쇼와 코미디가 그만그만한 얼굴에 특징없는 천편일률적인 구성, 소재 빈곤에다 참신성 결여 등으로 웃음도 재미도 없는 프로만 양산하고 있다는 지적을 샀다.
이후, SBS 《기쁜 우리 토요일》을 겨냥하기 위해 1995년 9월 9일부터 와이드 편성(6:00 ~ 7:00 1부 7:00 ~ 8:00 2부)으로 변경됐지만 "방송시간 연장에 급급한 나머지 성급한 떼우기 편성을 한 것이 아니냐"는 혹평을 받았고 역술인을 출연시켜 사주나 궁합을 보는 장면을 여과없이 내보내 방송위원회로부터 "경고" 조치를 받았으며 1996년 3월 2일 막을 내렸다.

## 기획 의도
젊은이 대상의 트렌디 쇼를 지향한 주말 저녁, 온 가족이 함께 즐길 수 있도록 풍자와 해학, 수준 높은 가요를 곁들인 새로운 형식의 토요 종합 버라이어티 쇼로 공영성 오락 프로그램의 전형을 제시하는 프로그램이다.

## 방송 시간
- 1995년 5월 6일 ~ 1995년 9월 2일 : 토요일 저녁 7시 ~ 밤 8시
- 1995년 9월 9일 ~ 1996년 3월 2일 : 토요일 저녁 6시 ~ 7시 (1부), 토요일 저녁 7시 ~ 밤 8시 (2부)

## 역대 MC
- 1대 이홍렬, 김승현, 지수원 (1995년 5월 6일 ~ 1995년 9월 2일)
- 2대 손범수, 이성미, 이아현, 정원관 (1995년 9월 9일 ~ 1995년 11월 4일)
- 3대 손범수, 이성미, 고소영, 서지원 (1995년 11월 11일 ~ 1995년 12월 30일)
- 4대 손범수, 이성미, 강수지 (1996년 1월 6일 ~ 1996년 3월 2일)
- 단, 2부는 MC 없이 그대로 방송하기 때문에 시청에는 별다른 문제가 없음.

## 결방
- 1995년 7월 1일 - 생방송 <하나가 된 사람들> 편성[5]
- 1996년 2월 17일 - 5시부터 설 특집 생방송 <스타와 함께 고향 앞으로> 1~3부 편성[6]

## 타이틀 변천사
| 기수 | 타이틀                 | 방송 기간                           |
| ---- | ---------------------- | ----------------------------------- |
| 1기  | 쇼 토요특급            | 1990년 6월 16일 ~ 1991년 5월 18일   |
| 2기  | 토요 대행진            | 1991년 5월 25일 ~ 1992년 10월 3일   |
| 3기  | 전원집합 토요대행진    | 1992년 10월 10일 ~ 1993년 10월 16일 |
| 4기  | 토요일 7시가 좋다      | 1994년 10월 15일 ~ 1995년 4월 29일  |
| 5기  | 출발 토요대행진        | 1995년 5월 6일 ~ 1996년 3월 2일     |
| 6기  | 토요일 전원출발        | 1996년 3월 9일 ~ 1998년 2월 14일    |
| 7기  | 자유선언 오늘은 토요일 | 1998년 10월 17일 ~ 2001년 4월 28일  |
| 8기  | 쇼 여러분의 토요일     | 2001년 5월 5일 ~ 2001년 11월 3일    |
| 9기  | 자유선언 토요대작전    | 2001년 11월 10일 ~ 2003년 11월 1일  |
| 10기 | 천하무적 토요일        | 2009년 4월 25일 ~ 2010년 12월 25일  |
| 11기 | 자유선언 토요일        | 2011년 6월 4일 ~ 2012년 3월 31일    |